# 勒波埃特
勒波埃特（法語：Le Poët）是法国上阿尔卑斯省的一个市镇，位于该省西南部，属于加普区。该市镇的总面积为15.51平方公里，2009年时的人口为798人。

## 人口
勒波埃特人口变化图示
| 数据来源：INSEE |